# Saint-Andéol-de-Clerguemort
Saint-Andéol-de-Clerguemort is een plaats en voormalige gemeente in het Franse Kanton Pont-de-Montvert dat behoort tot het departement Lozère in de regio Occitanie en telt 98 inwoners (2009). De plaats maakt deel uit van het arrondissement Florac.

## Geschiedenis
Op 1 januari 2016 fuseerde de gemeente met Saint-Frézal-de-Ventalon tot een nieuwe gemeente met de naam Ventalon-en-Cévennes.

## Geografie
De oppervlakte van Saint-Andéol-de-Clerguemort bedraagt 6,9 km², de bevolkingsdichtheid is dus 14,2 inwoners per km².
De onderstaande kaart toont de ligging van Saint-Andéol-de-Clerguemort met de belangrijkste infrastructuur en aangrenzende gemeenten.

## Demografie
Onderstaande figuur toont het verloop van het inwonertal.